# Hexathele huttoni
Hexathele huttoni là một loài nhện trong họ Hexathelidae. Loài này phân bố ở Nieuw-Zeeland.